# Interleuchina 16

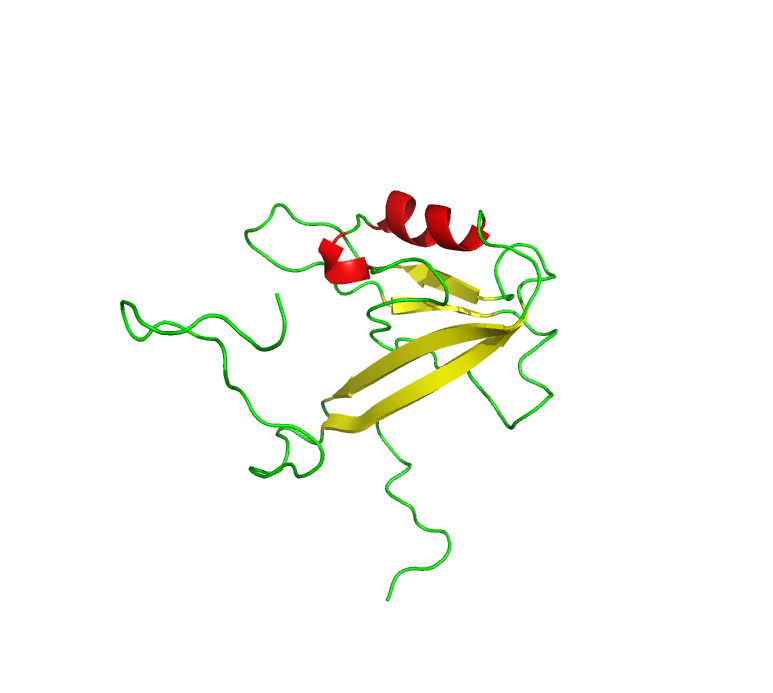
Struttura della forma umana dell'Interleuchina-16

L'interleuchina 16 (IL-16) è una citochina coinvolta nel richiamo chemotattico dei linfociti T CD4+ e altre cellule.

## Struttura
L'IL-16 è codificata dal gene IL16 collocato sul cromosoma 15. Il prodotto del gene viene tagliato proteoliticamente dalla caspasi 3. Sembra che la regione N-terminale funga da regolatore del ciclo cellulare, mentre quella C-terminale funga da citochina. È secreta da linfociti e da alcuni tipi di cellule epiteliali.

## Funzione
IL-16 funge da chemoattrattore per i linfociti T CD4+, per i granulociti eosinofili, per le cellule dendritiche e per i monociti. La trasduzione del segnale è mediata da CD4. È un'inibitrice del virus dell'HIV.